# Muralla árabe de Molina de Segura
La muralla árabe de Molina de Segura, conocida como Hişn Mulīna, es una fortaleza árabe situada en la localidad de Molina de Segura, en la Región de Murcia. Ha sido fechada su construcción durante los siglos XI al XIII. El origen del nombre de Mulīna es de procedencia latina. Los árabes no lo modifican manteniendo la raíz latina y la denominan Mulina y Mulinat-as-Sikka (Molina de la calzada). Los cristianos le dan el nombre de Molina Seca proveniente de Sikka.

## Situación y orígenes
El casco primitivo de Molina se encuentra en lo alto de un modesto cerro de unos 80 m de altitud desde donde se contempla una espléndida panorámica de la vega del Río Segura. Su situación le permitía controlar visualmente el área comprendida entre Archena y Alcantarilla; justo enfrente se divisaba el Río Mula; a las espaldas, quedaba la ciudad de Murcia, a la que servía de puerta y defensa.

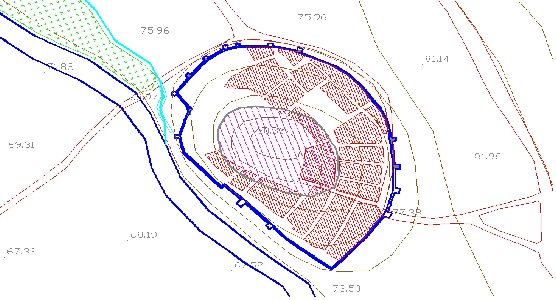
Plano del cerro del castillo con cotas de altura e indicación del posible trazado de la muralla original.

En este lugar privilegiado se procedió, durante el siglo XI, a la construcción de una fortaleza o Hişn, circunvalada por un sólido recinto murado sostenido por torres o fortines en sus ángulos. Disponía de dos zonas: el albacara, donde se refugiaban los moradores de los arrabales con todos sus enseres y ganados cuando existía amenaza de peligro, y el recinto principal donde se guardaban las armas, las vituallas, estaban instalados los aljibes y los almacenes, así como la residencia del jefe del grupo, militar o alcaide encargado de la defensa. La escasa población construía en el levante de la fortaleza y el norte estaba libre de edificaciones. Podría ser este un espacio reservado para almacenes próximos a la muralla, refugio para el ganado o incluso un huerto interno, posibilidad esta última que se está investigando en diversos enclaves del sureste español.
En el siglo XII, según restos de cerámica de la época, ante la necesidad de una mayor expansión del recinto murado, se construyó una segunda muralla, siguiendo una línea de menor altitud, entre 77 y 74 m. La construcción estaba adaptada al terreno, por lo que este cerro se convirtió en la zona más difícil de atacar en caso de asedio.

## Elementos constructivos

### Alcazaba
De la alcazaba, cuyos restos conservados corresponden enteramente a época bajomedieval cristiana, se puede contemplar un lienzo de muralla y una gran torre en cuyo interior existe un restaurante con excelente mirador que permiten disfrutar de una magnífica panorámica de la huerta de Molina.

### Muralla

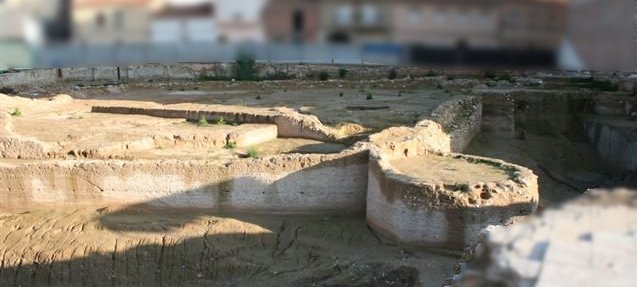
Vista frontal de la Muralla de Molina.

La muralla de Molina supone una obra constructiva compleja, con diversos momentos, técnicas y reparaciones desde el siglo XI al siglo XIII. La primera muralla que existió debió ser de tierra apisonada. La que hoy nos ha llegado es principalmente de la primera mitad del siglo XIII, construida en tapial de calicastrado.
La muralla poseía una anchura de 1,5-2 m, y una altura de entre 9 y 11 m. Los materiales de la parte subterránea eran cantos rodados de tamaño grande y mortero de cal. La parte de muralla que sobresalía del suelo era argamasa de cal, piedra y arena.
Se cree que esta muralla tenía 2 puertas principales. Existían además pequeñas puertas, o portillos, que eran utilizadas para salir al río a realizar actividades cotidianas de lavado, aseo, etc.

### Torreones
Los torreones forman parte de la estructura defensiva de la muralla. Se realizaron a la vez que la muralla y sus dimensiones giraban en torno a 4,5 m de lado por 10-12 de alto. Existía una distancia de unos 20 m entre ellos y todas las puertas se encontraban flanqueadas por dos torreones que las protegían. 
Dentro de los torreones había saeteras o aspilleras. El interior es un hueco abierto, abocinado, para lanzar flechas cómodamente, mientras que el exterior es una simple ranura en el muro. De esa forma resultaría difícil que entrara una flecha del contraataque.
La muralla de Molina de Segura posee un torreón único en la Región de Murcia: un torreón de 9 lados. Es el elemento de mayor visibilidad y además, un elemento de refuerzo contra los deterioros provocados por las avenidas, ya que por el tramo descubierto de muralla baja una rambla. Al sobresalir de la muralla y estar situada en una esquina, ofrecía una visibilidad de unos 270 grados para los arqueros que se colocaban en las saeteras.

### Foso
El foso excavado en tierra a los pies de la cara externa de la muralla tiene 7 m de ancho y 3 de profundidad. Se alimentaba de la acequia Mayor, que también circundaba la fortaleza por el oeste, partiendo desde el Río Segura en Archena y volviendo a unirse en la pedanía de Ribera de Molina. Es probable que en algunos tramos la acequia sirviera también de foso.
Se piensa que entonces, el cauce del río se encontraba situado más cerca de la muralla por su lado oeste que en la actualidad, en el que las avenidas han modificado levemente su curso.

### Puerta acodada
Las puertas acodadas eran construcciones que obligaban a los visitantes a realizar un giro para poder acceder dentro del recinto fortificado. Este sencillo movimiento hacía que la puerta fuera un elemento defensivo más de las murallas musulmanas. Se trataba de un sistema que unía dos puertas en el interior de un torreón ahuecado.

## Descubrimiento del lienzo de muralla y torre nonagonal en 2004

### Antecedentes
La existencia de restos de un antiguo emplazamiento almohade en el barrio del Castillo era conocida desde antiguo, aunque no de tanta importancia. Al comienzo tan solo por referencias escritas tanto de época medieval como moderna y contemporánea. Sobre este magno asentamiento defensivo musulmán, se edifica en 1919 una industria de conservas vegetales, si bien desde 1890 estaban teniendo lugar negocios agropecuarios. El fundador fue el emprendedor molinense Maximino Moreno Fernández, quien ostentaba además diversos comercios, tierras huertanas y viviendas en la villa, que entonces contaba con unos 10 000 habitantes. Gracias a que durante un siglo, la firma estableció su actividad en la zona, los grandes restos arqueológicos han podido llegar a nuestros días de manera subyacente. La construcción de la factoría tampoco dañó los restos enterrados, y ni siquiera los cimientos de su gran chimenea de 38 metros de altura, llegan a descomponer el gran tesoro que escondía la parcela. En la parte oeste, la que linda a la Avenida de la Industria, estuvo asentada también la actual Caramelos Jake, trasladándose en los años 60 y siendo absorbida por la empresa Maximino Moreno.
Así, el cronista de la villa escribe en 1974:
Maximino Moreno nos asegura que su casa, de nueva planta, se eleva sobre un muro de casi un metro de ancho que allí existía, por lo que no necesitó hacer cimientos «ya que el pico golpeado sobre el muro rebotaba echando chispas, por lo duro que era». Este muro se alargaba por los pilares de su fábrica, llegando a un metro de profundidad, por debajo del puente de la carretera y ésta se hizo sobre parte de esa pared o muralla.
Más tarde estas referencias textuales se completaron con las primeras excavaciones realizadas en la parte este del barrio del castillo a principios de los años 90 del siglo XX, dentro del marco establecido por la Dirección General de Urbanismo en 1985. En ellas se localizaron varios lienzos de la muralla que circunvalaba el cerro del castillo y una torre cuadrangular. En 1997 también se localizó, en la plaza de la Iglesia de la Asunción, otro lienzo de muralla así como otra torre, pero en aquella ocasión se decidió soterrar ambas para preservarla.
En pleno ordinario del Ayuntamiento de Molina de 30 de julio de 2001, al recalificar los terrenos de la conservera Maximino Moreno de Zona Industrial a Zona Residencial, se deja constancia de que habrá que preservar los posibles restos arqueológicos que pueda contener. En marzo de 2004, antes de que se aparecieran restos, ya se intentaba proteger cualquier cosa que surgiese. Antes de construir, el promotor decidió realizar excavaciones arqueológicas a su cargo. 
En mayo de 2004 durante los trabajos de supervisión y delimitación del trazado del recinto, se descubrió todo el cerco murario.

### Excavación
La excavación está dirigida por los arqueólogos Felipe González Caballero, por parte del Ayuntamiento de Molina y Juan Antonio Ramírez Águila, por parte de la promotora propietaria del terreno. Se está realizando por estratos cuadriculando el terreno con unas determinadas coordenadas y excavando en profundidad en función de esta cuadrícula. La profundidad de cada estrato depende de las culturas que se hayan asentado. Normalmente el cambio de estrato se sabe por la cerámica y por el color de la tierra. Si se tratase de un método prehistórico o si apareciesen monedas o algún resto de mayor trascendencia, se cribaría la tierra para que no se pasase nada por alto, pero en este caso no es necesario.
Las herramientas utilizadas son el pico y la pala ordinarios. Cuando van saliendo los muros, ya se usa el paletín. Si se excavasen cosas muy antiguas, se usarían herramientas más finas. 
Cuando se produce un hallazgo los restos exhumados se dibujan, se fotografían, se lavan y se reconstruyen en la medida de lo posible. Luego ya pasan a los museos o a los almacenes de los mismos para su contemplación o su estudio por especialistas, según el caso. 
La muralla ha tenido a lo largo de los últimos años tres fases distintas de excavación arqueológica:
- Primera fase: octubre de 2004.

Localización de los restos más significativos.
- Segunda fase: noviembre de 2004 hasta finales junio de 2005.

Excavación de los restos localizados en la primera fase. Torreón de 9 lados y los restos de una puerta acodada.
- Tercera fase: proyectada para septiembre de 2006

Exhumación de gran parte de la puerta norte en codo y dos de las torres semidescubiertas en el solar, que se encuentran por debajo del nivel de la actual calle Ebro. En total quedan 3 torres por excavar.
Exhumación de la acequia del siglo XVII para ver su valor.

### El lienzo de muralla exhumado
La muralla exhumada es perimetral, mide entre 1’60 y 1’80 m de ancho, 120 m de largo y aproximadamente 8 m de alzado, aunque todavía se ha conservado una media de 3 o 4 m de alzado. 
Se construyó desde el nivel del suelo, excepto quizás en la zona de la rambla, donde esta se aprovechó para construir el foso y los terrenos ribereños sirvieron de talud para la muralla.
Se aprecia en algunos tramos la muralla original del siglo XI, de piedra apisonada, y cómo fue ampliada su cara externa y aumentado el grosor mediante calicastrado. 
El tramo descubierto tiene 6 torres, una de ellas de nueve lados, lo que nos da la fecha exacta de la restauración defensiva de la misma: época almohade, finales del siglo XII y mediados del siglo XIII (cualquier torre de más de cuatro lados es árabe). La torre de nueve lados es un ejemplar único en la provincia y las referencias más cercanas se encuentran en Orihuela. El alzado es de tierra apisonada y para los cimientos han usado la técnica del calicastrado. 
Otras dos torres forman una puerta en codo, la puerta norte de Molina.

### Otras construcciones
Delante de la muralla hay un foso de 7 m de ancho y 3 de hondo, uno de los pocos conservados en Murcia. Es un elemento singular que es difícil de localizar en excavaciones arqueológicas. 
Asimismo, se ha conservado un desagüe de la misma época, hecho de yeso y ladrillo macizo. 
Es importante resaltar que el espacio intramuros se encuentra vacío de edificaciones musulmanas localizándose tan solo algunas de época moderna. La zona donde está el solar estaba deshabitada.

### Otros hallazgos
- Cerámicas que van desde el siglo I d. C. hasta el XIX dando cuenta de las épocas de ocupación del lugar.

- Restos de cerámica romana del siglo I d. C. que situarían el origen del núcleo urbano en esa época, es decir, once siglos antes de lo que se pensaba hasta la fecha, a pesar de no haber sido localizadas estructuras constructivas de época romana.
- Restos de los siglos XIII y XIV, como loza dorada, cerámica esgrafiada y una pieza de cerámina con un motivo de la mano de Fátima, usada por los almohades como símbolo de protección ante el mal.
- En total, hay alrededor de 400 bolsas de cerámica que hay que restaurar. A cada bolsa se le pone el nombre de la cuadrícula de la que han salido los restos para su mejor estudio.

- Alguna moneda del siglo XIX.
- Un grupo de casas del siglo XVIII adosadas a la muralla, que ha sido desmantelado para acceder a la misma.

## Conservación del complejo histórico
El descubrimiento de cerámica romana del siglo I d. C. durante la exhumación de la muralla, proporciona los primeros datos científicos de la teoría ya conocida, pero no contrastada, del origen romano de la villa: Molina es nombre romano y no árabe, como ya dijeron otros autores como Lozano Santa, en el siglo XVIII, basándose en la raíz del nombre (bajo latín).

También se demuestra un hecho importante para el concienciamiento histórico de los ciudadanos de Molina, que Molina de Segura es más antigua que la propia Murcia[cita requerida], la cual no tendría importancia hasta pasado el año mil de nuestra era.

La torre nonagonal es única en la Región de Murcia, el referente más cercano se encuentra en Orihuela en un estado lamentable de conservación.
Estos hechos, unidos a la ausencia de restos históricos en Molina de Segura, incrementan el interés por la conservación del tramo de Muralla como último reducto de las señas de identidad de un pueblo acomplejado por su falta de historia.
En estos momentos, dos propuestas de conservación centran la atención de los ciudadanos:

### Propuesta del ayuntamiento
El ayuntamiento de Molina propone soterrar la muralla y construir encima, en una parte, una plaza que albergaría un centro de interpretación de la historia y en otra parte un edificio privado. Existe un solar frente al tramo principal de la muralla propiedad del ayuntamiento (destinado originalmente para equipamiento público), que también sería utilizado para la construcción de un edificio privado. 

### Propuesta de la asociación "La Muralla"
La asociación "La Muralla" propone dejar la muralla al descubierto y aprovechar el solar de enfrente para construir el centro de interpretación de la historia y demás equipamiento público y convertir la zona en un lugar de atracción turística.

## Estado de conservación
Los restos arqueológicos han sido objeto de un museo y edificio interior bajo la rasante de una nueva plaza, de más de 4000 m², inaugurado en marzo de 2016. El MUDEM, Museo del Enclave de la Muralla, es un espacio expositivo interactivo. Contiene una sala de exposiciones, las dependencias de la Concejalía de Cultura del Ayuntamiento de Molina de Segura, el Archivo Histórico Municipal y el Auditorio "Virginia Fernández" de 240 plazas. En este último se llevan a cabo foros, encuentros y representaciones, como parte de las fiestas de Moros y Cristianos de Molina, el Festival de Música antigua o MOMUA, o los Foros económicos del transporte y otros.
Su plaza superior alberga 4 estructuras de cristal emulando las torres del recinto amurallado de Mulinat as Sikka, o Hisn de Molina la Seca.